# Pollicitatio
La pollicitatio es la promesa realizada por un particular a la ciudad cuyo objetivo es la entrega de una suma de dinero o la realización de una obra pública de utilidad. Es una figura jurídica propia del Derecho romano clásico. Para garantizar el cumplimiento de la pollicitatio había que recurrir a la cognitio extra ordinem.

## Clases
Esta figura jurídica puede ser de dos clases:
- Pollicitatio ob honorem. Es aquella promesa realizada cuando se ha recibido un cargo o se tiene la oportunidad de presentarse como candidato al mismo. Esta promesa vincula al promitente y crea por tanto una obligación de cumplimiento de la misma, derivada de un acto lícito no contractual, una promesa unilateral. Debido a su carácter de contraprestación, la pollicitatio ob honorem no cae bajo la sanción prohibitoria de la lex Cincia.
- Pollicitatio non ob honorem. Se trata de una promesa que al contrario que la pollicitatio ob honorem no implica contraprestación al cargo recibido o por recibir, de ahí su nombre. Es por tanto una promesa que no vincula al promitente. Tiene carácter de donación. A pesar de que la pollicitatio non ob honorem a priori no cree ninguna obligación, cabe destacar que en el caso de haberse comenzado una obra, el promitente sí queda obligado a la finalización de la misma. Aún habiendo comenzado la obra, queda un último resquicio que permite al promitente limitar su responsabilidad cediendo la quinta parte de su patrimonio, y de los herederos, la entrega de un quinto si son heredes extranei y un décimo si son heredes sui.

## Evolución histórica
Como ocurre con muchas figuras jurídicas en el mundo romano, estas sufren un cambio en el paso del llamado Derecho clásico hacia el Derecho justinianeo, concretado en el Corpus Iuris Civilis. Por esta razón, la distinción clásica entre pollicitatio ob honorem y pollicitatio non ob honorem se ve reemplazada en el Derecho justinianeo por la de pollicitatio ob iustam causam y pollicitatio sine causa o non ex causa. La primera se inclina hacia el interés de la ciudad, realización de obras públicas y reparación de daños en caso de calamidad pública. Estas promesas se realizan por una iusta causa y no por el hecho de recibir una contraprestación como era el caso de la pollicitatio ob honorem. Esta última pasa a ser una figura residual. En cuanto a la pollicitatio sine causa decir que la responsabilidad surgida de la promesa estaba menos limitada que en la pollicitatio non ob honorem.